# Wojciech Picheta
Wojciech Zbigniew Picheta (ur. 17 marca 1968 w Żarkach) – polski polityk, lekarz i samorządowiec, poseł na Sejm V kadencji.

## Życiorys
Ukończył studia medyczne na Śląskiej Akademii Medycznej, specjalizował się w chorobach wewnętrznych. Był ordynatorem jednego z oddziałów myszkowskiego szpitala. Pełnił funkcję przewodniczącego rady miejskiej Myszkowa. W 2005 bez powodzenia kandydował do Sejmu z listy Platformy Obywatelskiej w okręgu częstochowskim. Mandat poselski uzyskał jednak w trakcie kadencji, zastępując Edwarda Maniurę (wybranego na burmistrza Lublińca).
16 października 2007 po publikacji taśm związanych z rzekomą korupcją Beaty Sawickiej został usunięty z PO. Nie zrezygnował ze startu w wyborach parlamentarnych w 2007, w których nie uzyskał jednak mandatu.
W 2008 został dyrektorem szpitala w Myszkowie, później objął stanowisko naczelnego lekarza tej placówki. W wyborach w 2010 został radnym powiatu myszkowskiego z listy lokalnego komitetu. W lipcu 2011 przy poparciu Prawa i Sprawiedliwości wybrany na urząd starosty myszkowskiego. Pełnił tę funkcję do listopada 2014, w tym samym roku i w 2018 utrzymywał mandat radnego powiatu na kolejne kadencje, startując z list lokalnego komitetu wyborczego. W 2018 wybrany na funkcję przewodniczącego rady powiatu, funkcję tę pełnił do 2023.
W 2021 znalazł się w gronie osób, którym prokurator zarzucił udział w nielegalnym handlu rogami zagrożonego wyginięciem nosorożca białego, czego miał się dopuścić w związku z udziałem w polowaniu w Afryce. Sąd na jego wniosek warunkowo umorzył postępowanie w tej sprawie.